# Cétose
Pour les articles homonymes, voir Cétose (homonymie).

Le fructose (L et D en représentation de Fischer), un cétose.

Les cétoses sont les oses dont le groupe fonctionnel carbonyle est une cétone ; ce groupe est porté par le deuxième atome de carbone dans la représentation de Fischer du cétose.
En fonction du nombre d'atomes de carbone constituant la molécule, on parle de cétotriose (le dihydroxyacétone à trois atomes de carbone est le seul représentant de ce groupe), de cétotétrose (pour les cétoses à quatre atomes de carbone), les cétopentoses (cinq atomes de carbone), les cétohexoses (six atomes de carbone, comme le fructose), etc.
L'autre famille d'oses est constituée par les aldoses. Le test de Seliwanoff permet de les différencier.

## Liste des cétoses
- Trioses : dihydroxyacétone.
- Tétroses : érythrulose.
- Pentoses : ribulose, xylulose.
- Cétohexoses : fructose, psicose, sorbose, tagatose.